# Yuhanna ibn Masawayh

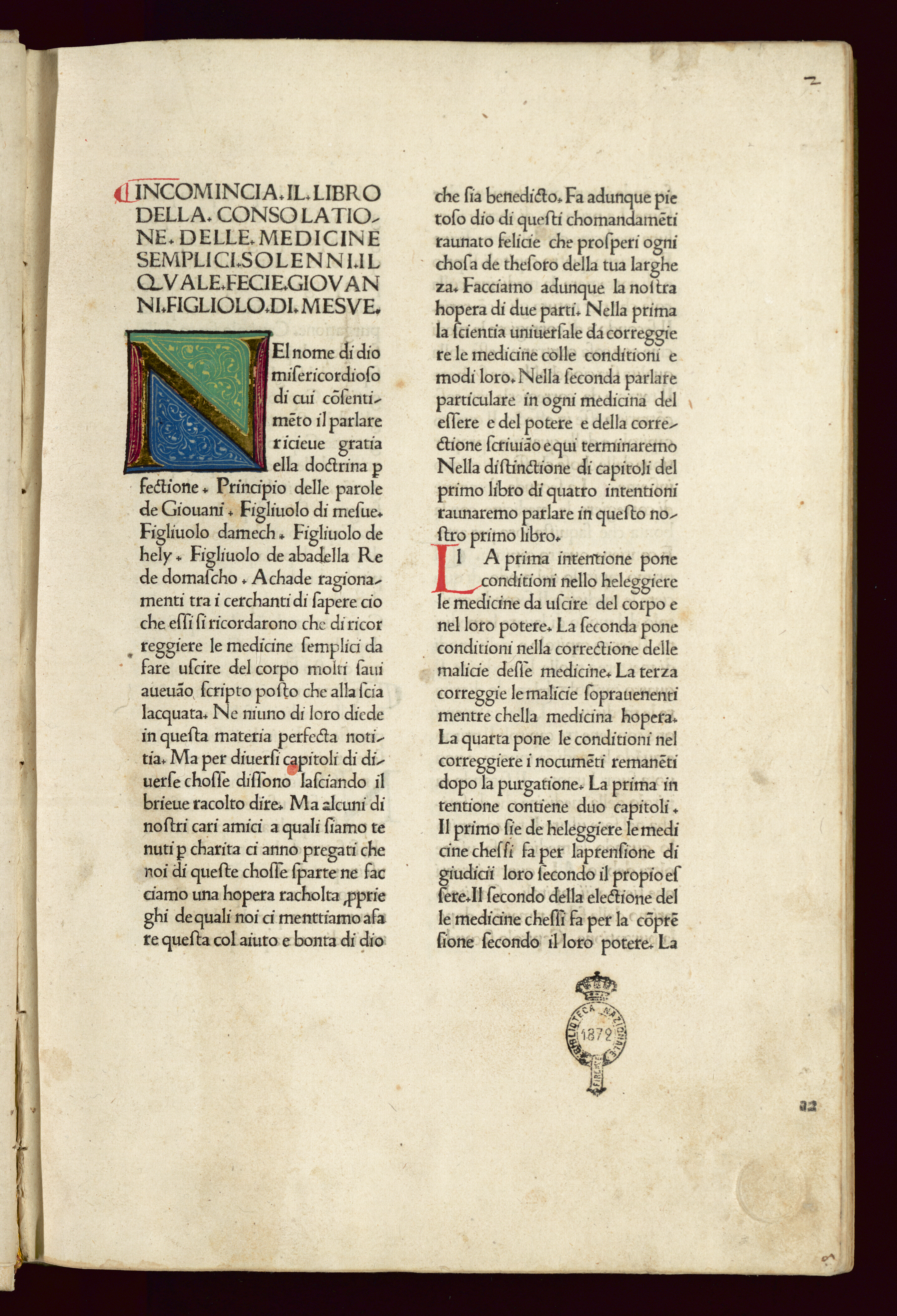
De consolatione medicinarum, 1475

Abū Zakariyyāʾ Yūḥannā ibn Māsawayh, noto anche come Ibn Masawayh, o Masawaiyh, in lingua latina «Masuya», «Mesue Major» e in italiano Mesuè il Vecchio (in arabo يوحنا بن ماسويه‎?; Jundishapur, 777 – Samarra, 857) è stato un medico e traduttore siro della Casa della sapienza di Baghdad.

## Biografia
Nato da un farmacista e medico di Jundishapur di etnia siriaca e da madre slava, si trasferì a Baghdad e studiò sotto Jibrāʾil b. Bakhtīshuʿ. Scrisse per lo più in siriaco e arabo.
A Baghdad fu direttore di un ospedale (māristān), diventando medico personale di quattro Califfi abbasidi.
Compose un considerevole numero di monografie di medicina in arabo, su tematiche quali l'oftalmologia, gli stati febbrili, l'emicrania, la depressione, la dietetica, la lebbra, i test medici e gli aforismi medici.
Si dice che Ibn Māsawayh ricevesse regolarmente pazienti, discutendo dei vari problemi coi suoi allievi, tra cui Ḥunayn b. Isḥāq. Tradusse anche varie opere di medicina greca in siriaco. Il califfo abbaside al-Muʿtaṣim gli fece assegnare alcune scimmie perché potesse condurvi i suoi esperimenti di dissezione.
Molti scritti di anatomia e di altri argomenti medici gli furono attribuiti, in modo particolare il "Disturbo dell'occhio" (Daghal al-ʿayn), che è uno dei primi trattati sistematici di oftalmologia araba e gli Aforismi, la cui traduzione latina fu assai popolare nell'Europa occidentale durante il Medioevo.

## Opere
- Mesue, De consolatione medicinarum [ita], Impresso in Venetia, Pietro Quarengi, 1493. URL consultato il 24 giugno 2015.